# The Andy Milonakis Show
The Andy Milonakis Show ist eine MTV-Comedyserie, die aus Sketchen besteht. Star der Show ist Andy Milonakis.

## Handlung
In der Sketch-Show steht Andy Milonakis im Mittelpunkt, der in Lower East Side Manhattan sein Unwesen treibt. Entweder macht er daheim in seinem Apartment irgendwelche Absurditäten, oder er baut draußen ahnungslose Passanten in seine Sketche mit ein. Oft sind auch sein Hund Wubbie, sein Freund Ralphie, sein Nachbar Larry und eine alte Frau namens Rivka mit von der Partie.

## Prominente Gäste
Die Ying Yang Twins, Snoop Dogg, Fat Joe, John Stamos, Lil Jon, Rob Schneider, die Black Eyed Peas, Biz Markie, Vanessa Minnillo, Juelz Santana, Paul Wall, Nick Cannon, Seth Green, The All-American Rejects, Mike Jones, Carson Daly, Jimmy Kimmel und Shaun White waren bereits als Darsteller in der Show zu sehen. Die Sketche sind dabei verschieden lang. Während Snoop Dogg Andy als einen Doppelgänger für sich sieht, erfahren wir, dass Jimmy Kimmel Andy in Pinocchio-Manier erfunden hat.

## Sequenzen
Die Show beginnt mit einem Cold Open, um den Zuschauer auf den Rest der Show vorzubereiten. So sieht man einmal zum Beispiel Ralphie vor einer Zeichnung von Frankreich. Andy fragt daraufhin, was er machen würde, woraufhin Ralphie antwortet: „I’m Chillin’ in Mexico, Andy!“ Daraufhin sagt er „Shalom“.
Auf diesen Eröffnungssketch folgt ein absurder Rap-Theme von Milonakis selbst. Anschließend gibt es mehrere Sketche, bei denen Andy zum Beispiel auf der Straße vortäuscht, unbekannte Passanten zu kennen, oder auch irgendwelche seltsame Nahrungskombinationen zubereitet. Außerdem lässt sich Andy auch Sachen liefern und lässt den Lieferanten zum Opfer seiner Streiche werden. So versucht er schlecht gefälschte Coupons einzulösen oder er packt Schuhe in eine erhaltene Pizza und fragt, woher diese kommen.

## Figuren
Hauptfiguren
- Ralphie: Andys bester Freund. Er teilt Andys Vorlieben für Rap und Freestyle, die in der 1. Staffel starten.
- Larry: Andys Nachbar mittleren Alters, der sich oft von Andy Dosenöffner leiht, die er nie zurückgibt. Oft trägt er eine Yarmulke.
- Rivka: eine alte Frau mit großer Brille und dritten Zähnen.

Nebenfiguren
- Wubbie: Andys Hund, der manchmal davon träumt Andy zu töten, weil er ihn oft in Kindersprache anspricht.
- Muti: Andys Cousin, der über einen Sprachfehler verfügt. Immer wenn er ein „S“ aussprechen möchte, schnauft er mit der Nase.
- Fish Guy: Ein lachender, schwarzer, alter Mann, der stets das gleiche wie Andy trägt und einen Fisch in der Hand und eine Zigarette im Mund hat. In einer Episode wird gezeigt, dass der Fish Guy nichts anderes als einen Fisch halten kann.
- Herbie Peterson: Andys Schildkröte, die schweben kann und schon oft gestohlen wurde.
- Billy: Ein Mann im schwarzen Tshirt, der sehr schnell aufbrausend wird.
- Freda: Eine Frau mittleren Alters, die Andys Chicken Wings mehr mag, als Andy selbst.